# Frontone (pelota basca)

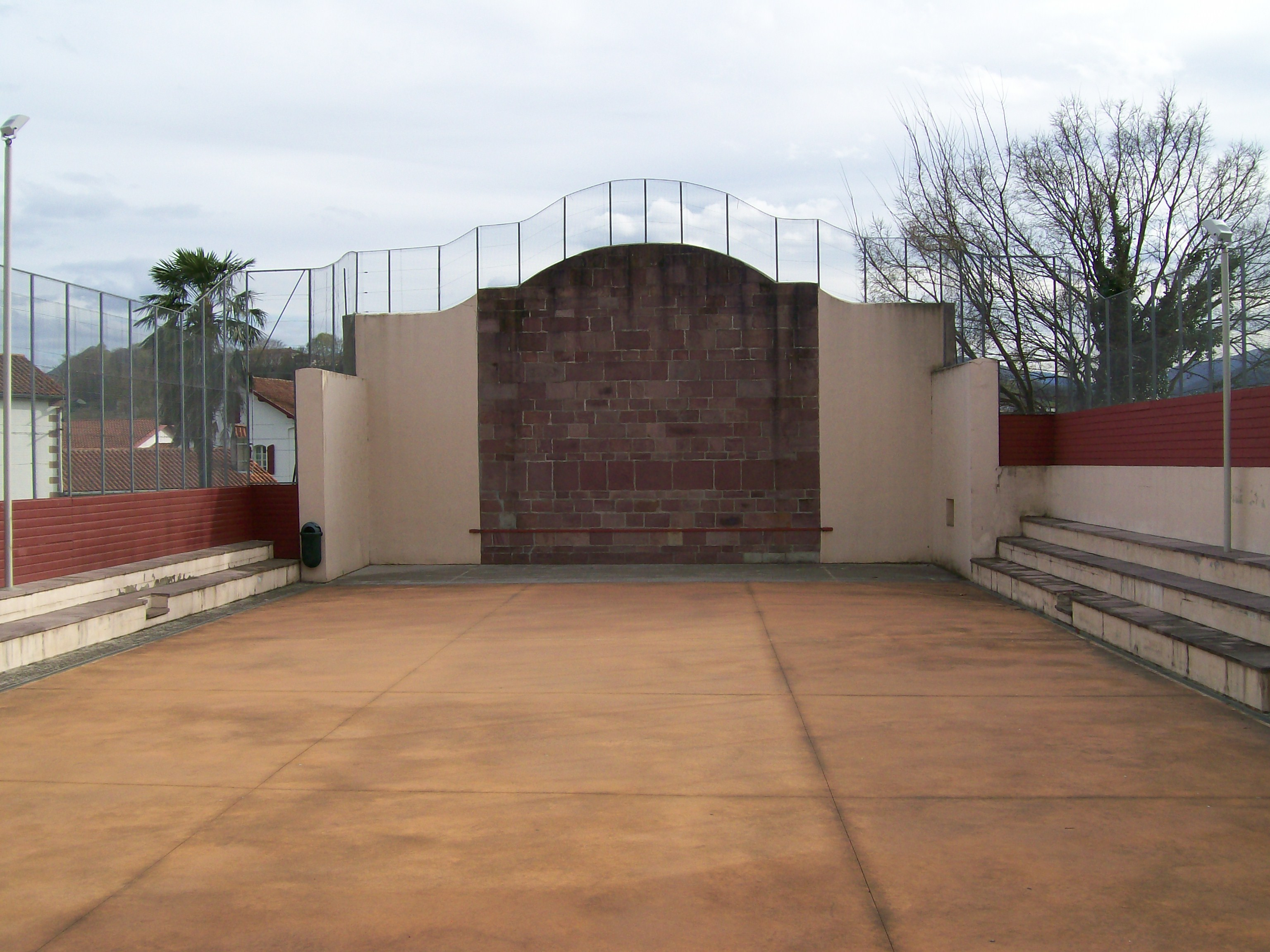
Frontone di Ispoure

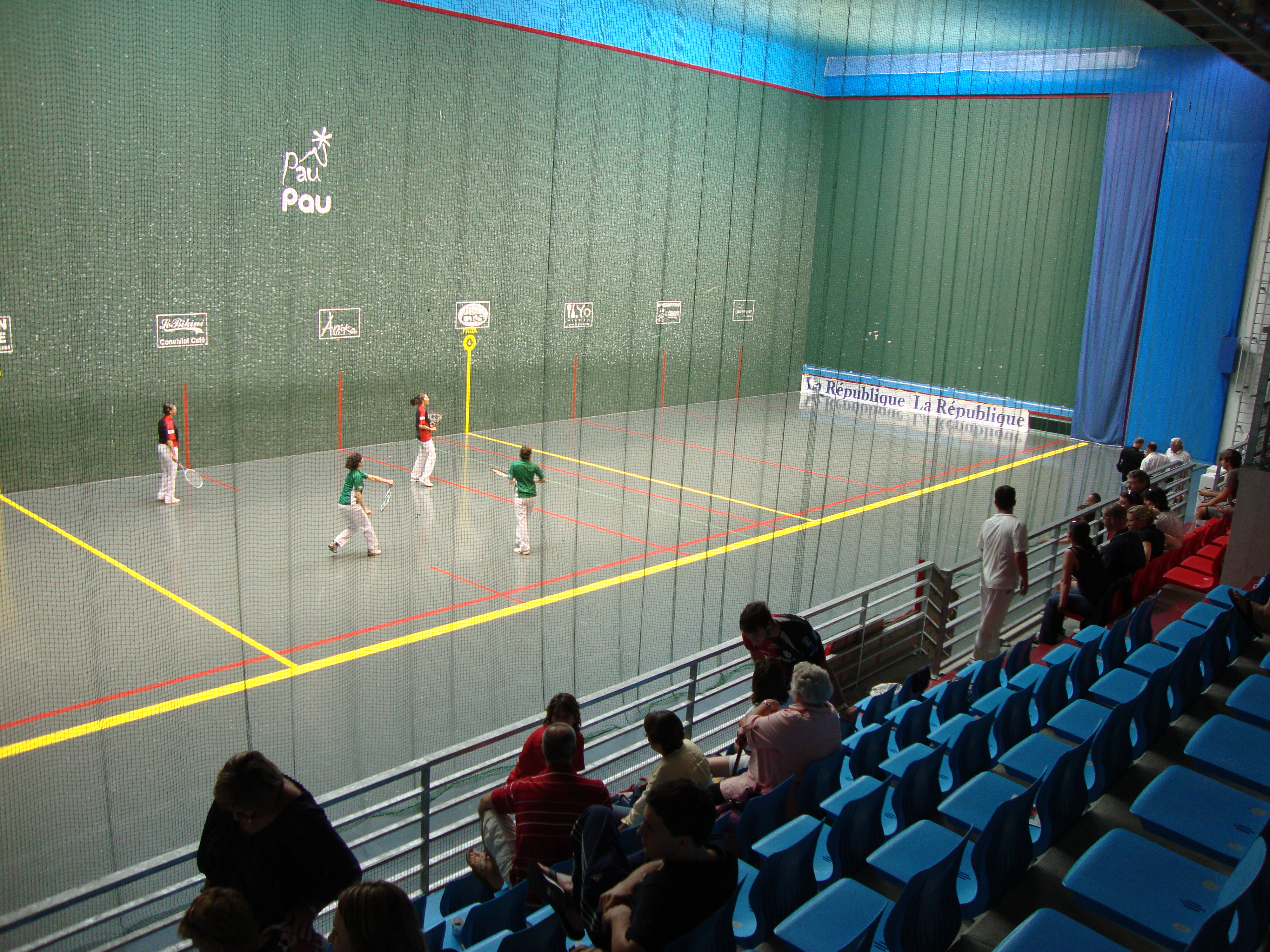
Muro a sinistra Pau

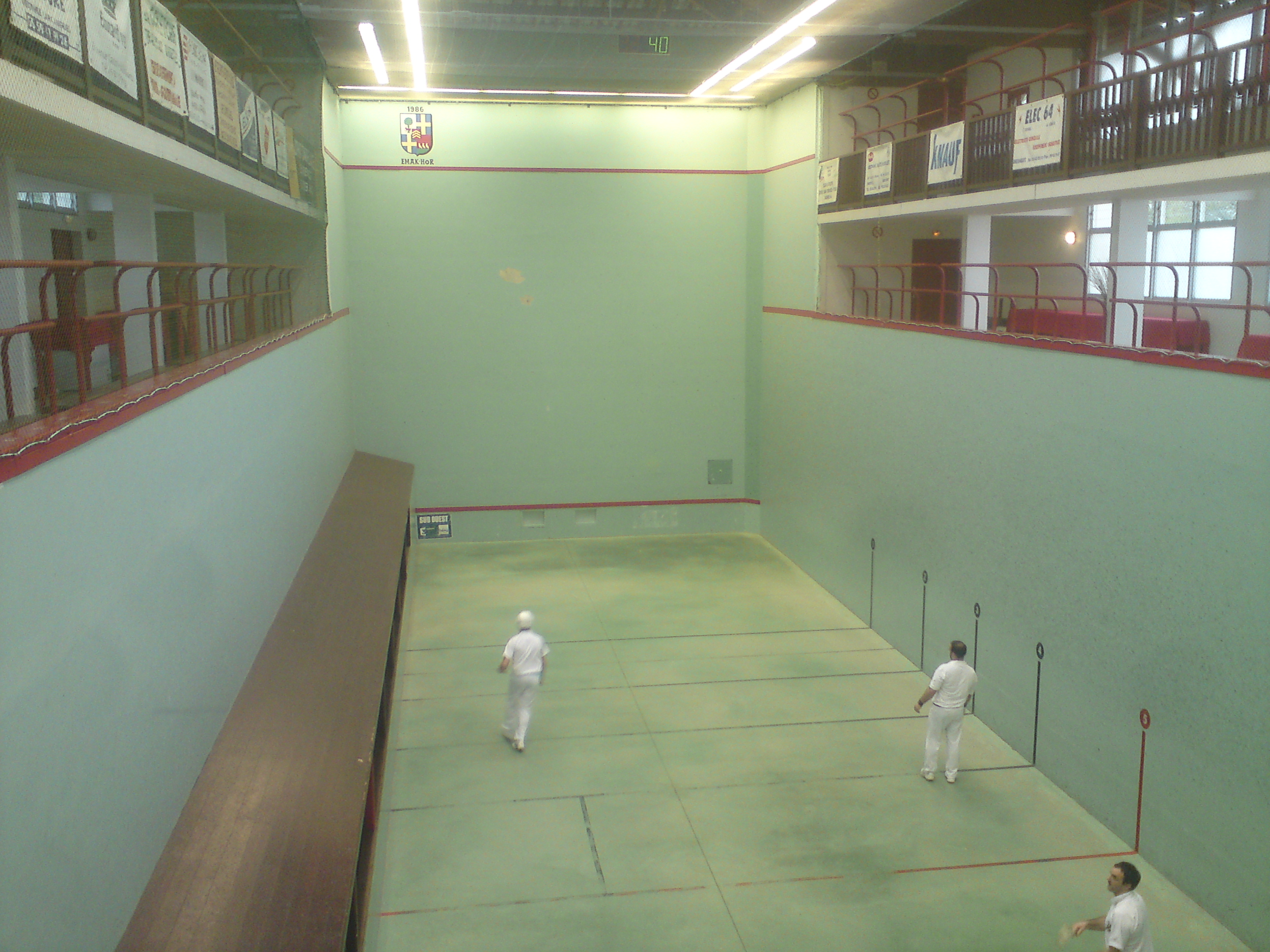
Trinquet d'Arcangues

Il frontone nella palla  basca è il muro contro il quale viene giocata la palla.
È un elemento architetturale presente nella quasi totalità delle città e villaggi dei Paesi baschi francesi e, in minor misura, nelle regioni limitrofe. Per estensione, nel linguaggio corrente, può designare tutti i muri di battuta (frontis) presenti nelle differenti installazioni dedicate alla pelota basca i cui nomi esatti sono:
- frontone piazza libera (plaza in lingua basca);
- frontone muro a sinistra (chiamato semplicemente frontón in lingua spagnola e pilotaleku, « luogo della pelota », in basco);
- trinquet (del triquet, specie di superficie verticale di battuta molto stretta, di cui ci si serve per giocare alla pallacorda);
- frontone argentino (variante sviluppata essenzialmente in Argentina);
- frontone cubano (variante sviluppata essenzialmente a Cuba e nel Messico);
- etc.

La forma e le dimensioni differiscono enormemente secondo la situazione geografica e la data di costruzione. Attualmente le aree di gioco sono normalizzate dalle diverse federazioni nazionali o regionali. La Federazione Internazionale di Pelota Basca (FIPV) riconosce quattro aree di gioco (trinquet internazionale, muri a sinistra di 30 m, 36 m e 54 m).

## Laplace libre
La place libre ("piazza libera") è un terreno generalmente non coperto, composto di un muro o di due (uno ad ogni estremità). Esistono frontoni di tutte le misure (da 10 a 16 metri di larghezza e da 6 a 10 metri di altezza circa), certi sono coperti. La superficie al suolo, chiamata cancha, varia da 35 metri a 100 metri. In particolare, il gioco di rebot si gioca su una superficie di 100 metri di lunghezza. Il suolo può essere in terra battuta, in cemento o in graniglia bitumata.
Il terreno è disegnato a forma di bottiglia al suolo e la forma particolare a collo di bottiglia nella prossimità del muro restringe l'area di gioco ai lati. Nei paesi baschi francesi, se ne trova quasi sempre uno in ogni villaggio ove funge spesso da piazza principale. Il basco questo luogo è detto plaza.

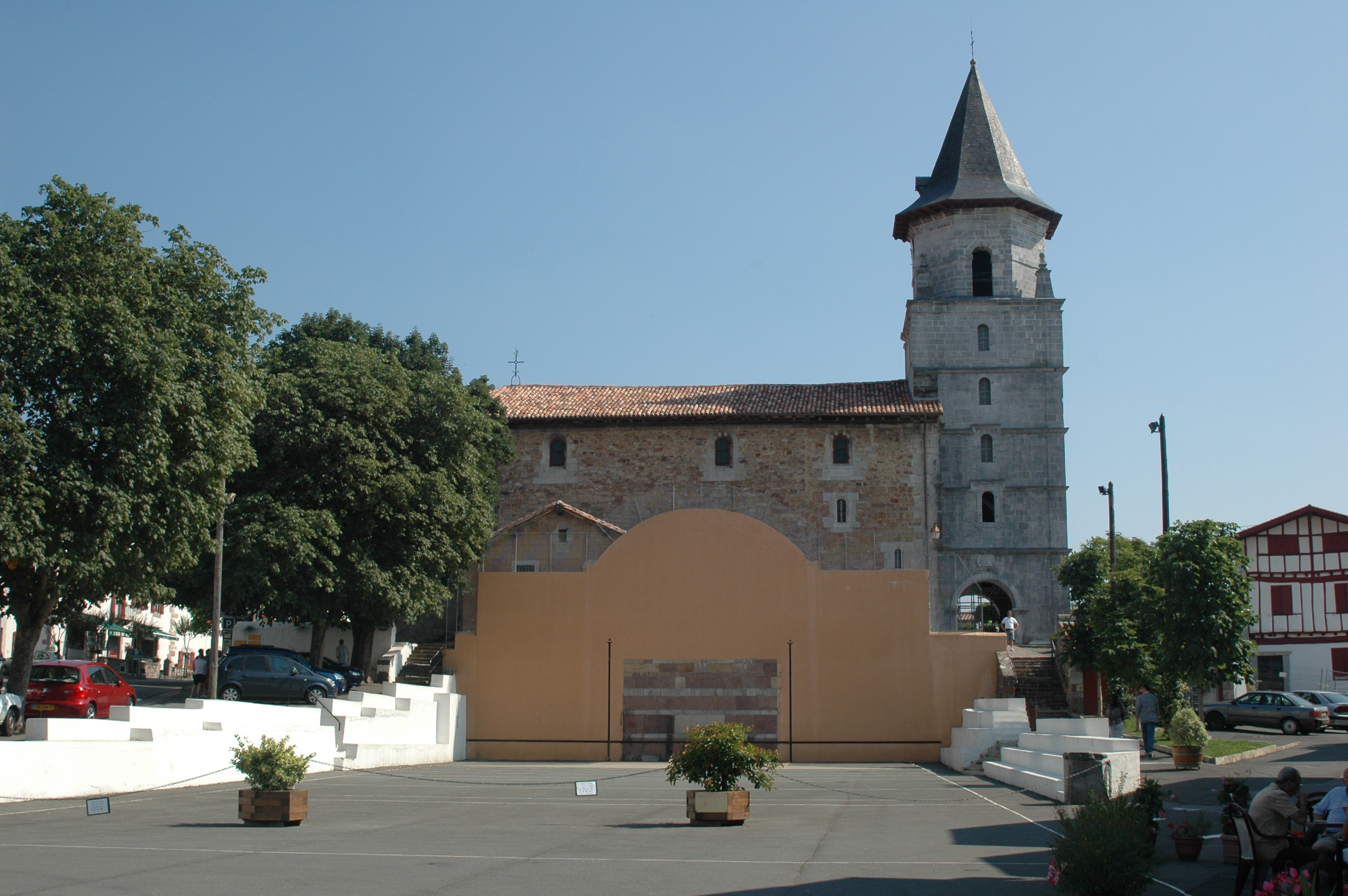
Il frontone e la chiesa di Ainhoa
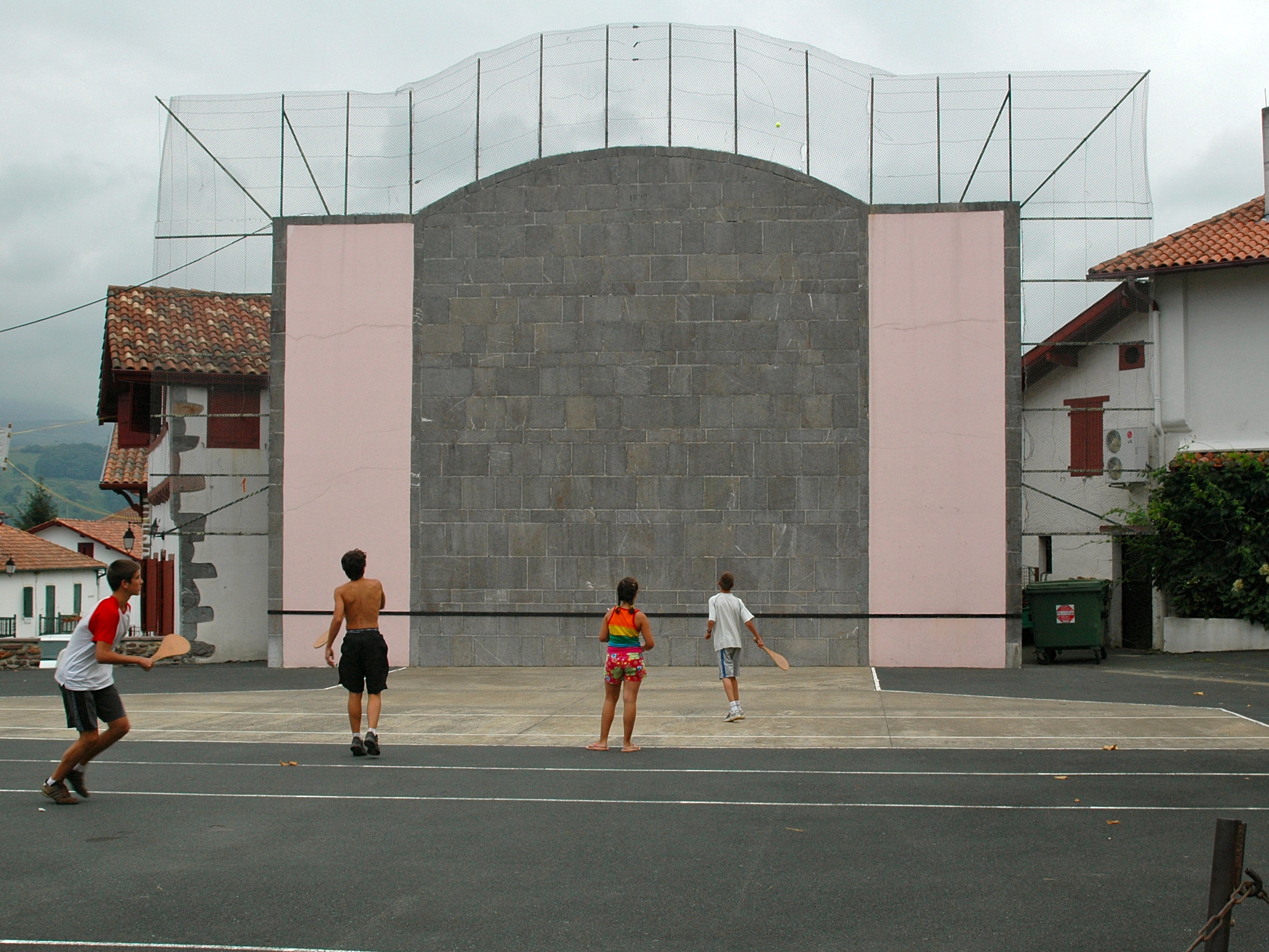
Itxassou, parte di pelota al frontone
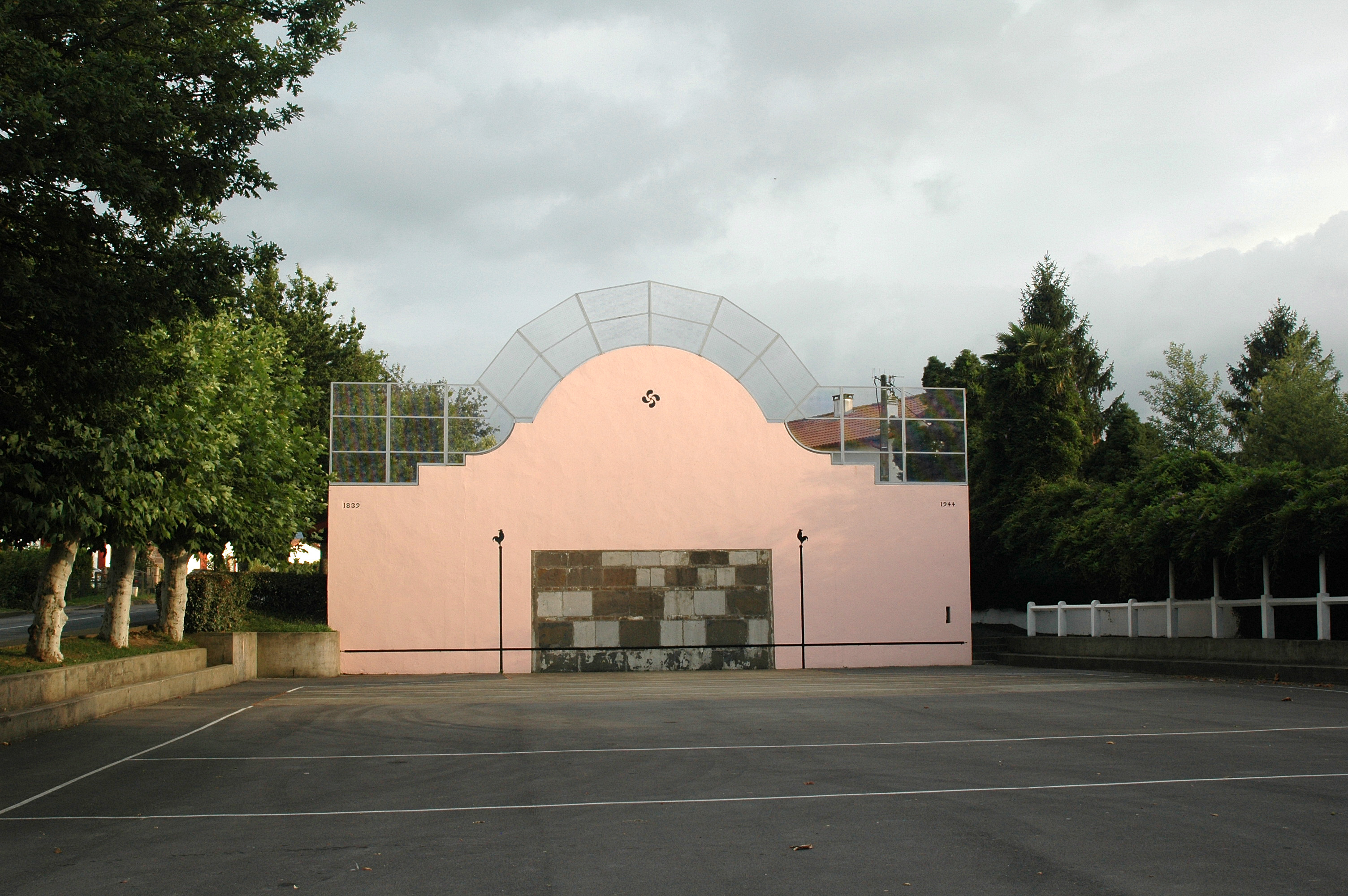
Larressore
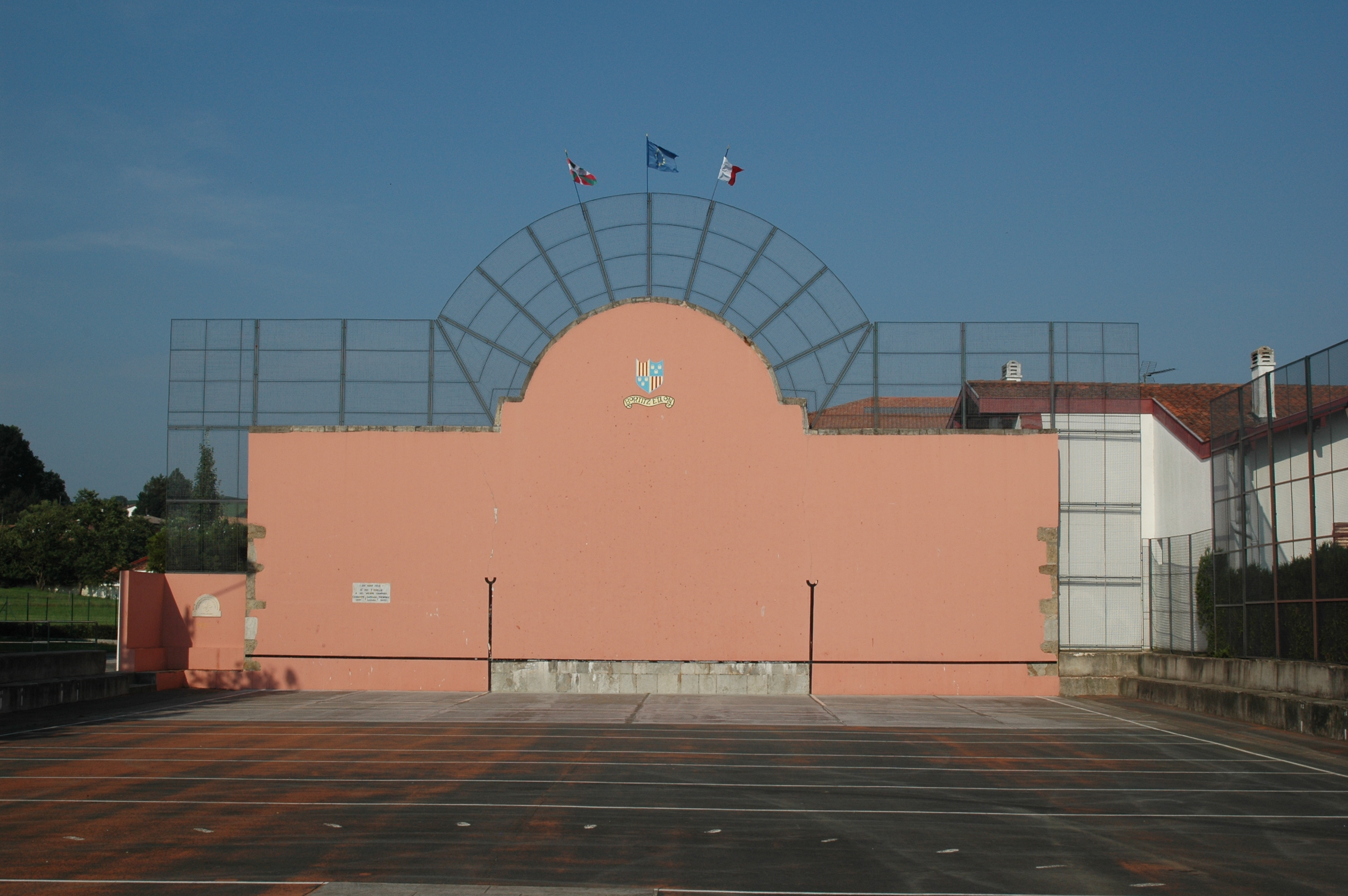
Saint-Pée-sur-Nivelle
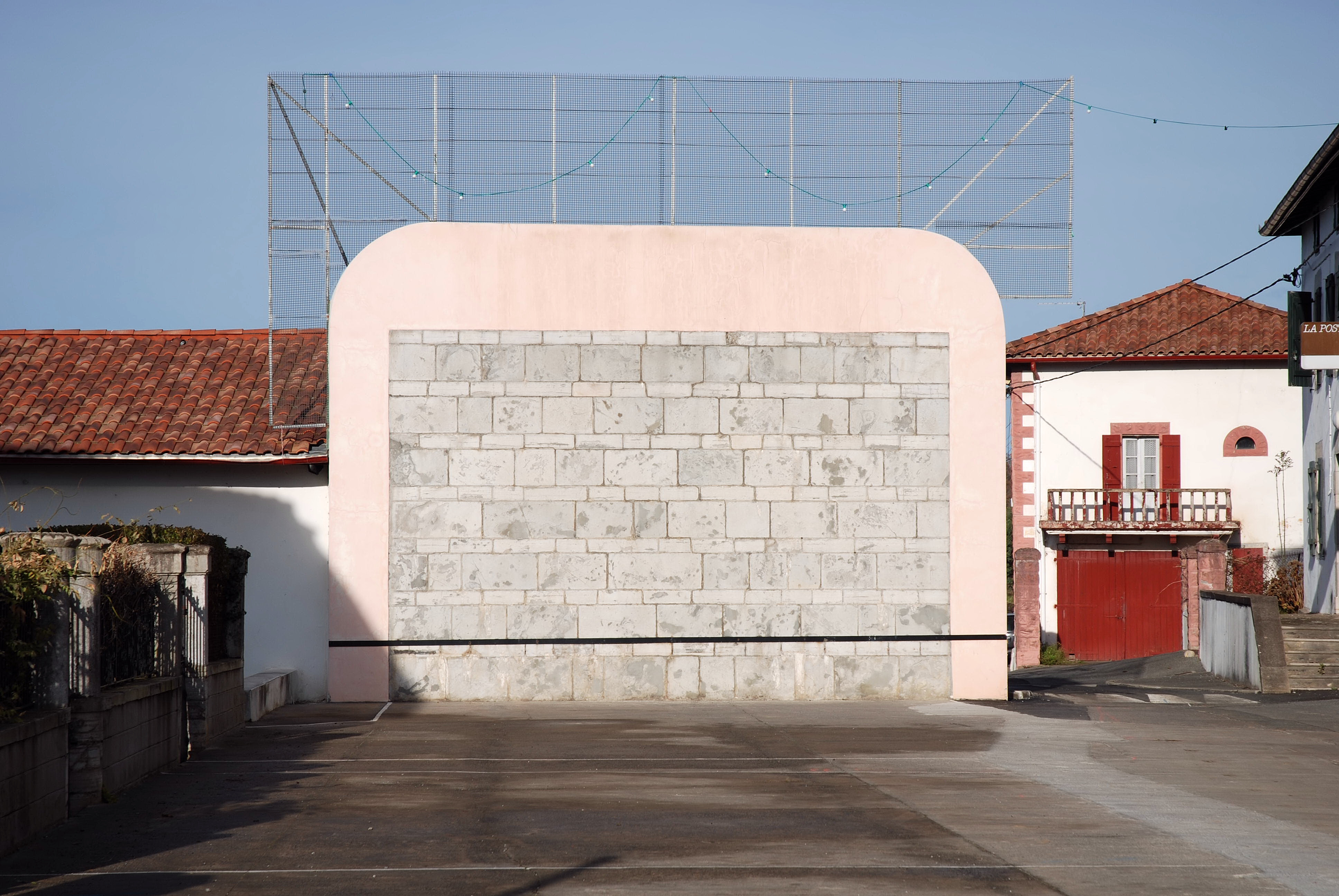
Halsou
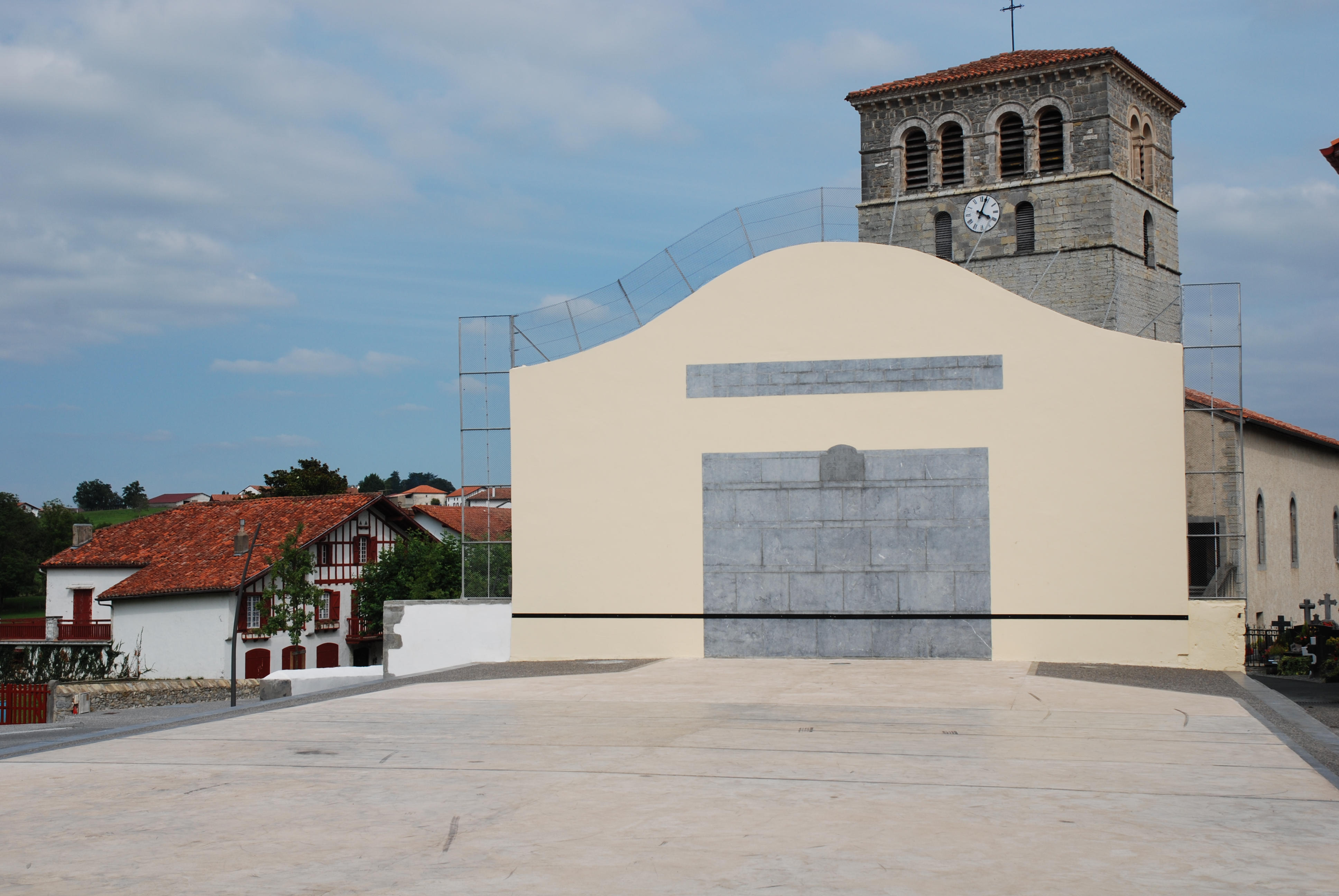
Irissarry